# Voyez comme ils dansent
Ne doit pas être confondu avec Voyez comme on danse.
Pour plus de détails, voir Fiche technique et Distribution.
Voyez comme ils dansent est un film français coécrit et réalisé par Claude Miller, sorti en 2011.

## Synopsis
Lise Clément emprunte le train transcontinental The Canadian au départ de Montréal pour réaliser un reportage filmé sur les conditions de voyage et les régions traversées. Elle profite de son activité de documentariste pour fuir Paris, où elle était sollicitée par la télévision nationale en tant qu'épouse d’un artiste de scène récemment disparu. Le blizzard se lève et, arrivé à Gatchell (Alberta), le train est bloqué par des obstacles sur la voie. Lise, malade de la grippe, téléphone à un médecin local qui s’avère être la femme avec laquelle son ex-mari Vic vivait une histoire d’amour.
Ce dernier, Victor Clément, se produisait dans des prestations scéniques mêlant le pantomime et l'acrobatie. S’interrogeant sans cesse sur la vis comica de son spectacle, tourmenté à cause de l’ombre tutélaire d’un père célèbre et qu’il croyait indifférent à son égard, Vic traversait des phases bipolaires dont Lise faisait les frais. À l’issue d’une représentation à Montréal, il avait été victime d’un malaise dû à une crise de panique et Alex, présente dans la salle, l’avait soigné.
Par la suite, après avoir demandé le divorce, Vic s'était réfugié au Canada pour rejoindre celle dont il était tombé amoureux. Auprès d’Alex et au sein de la communauté mohawk, il avait semblé trouver la sérénité. Pourtant, il avait fini par se suicider en se jetant dans un étang lors de la débâcle, sentant qu’« il ne trouvait pas sa place » comme le confiera une habitante à Lise.

## Fiche technique
- Réalisation : Claude Miller
- Scénario : Claude Miller et Natalie Carter, d'après La Petite-fille de Menno de Roy Parvin
- Photographie : Gérard de Battista
- Musique : Vincent Ségal
- Montage : Véronique Lange
- Producteur : Patrick Godeau
- Production : Alicéleo
- Distribution : Wild Bunch
- Durée : 99 min.
- Sortie :  3 août 2011

## Distribution
- Marina Hands : Lise Clément
- James Thierrée : Victor Clément
- Maya Sansa : Alexandra Lewis
- Yves Jacques : George Bliss, le chef de train
- Anne-Marie Cadieux : Brigitte
- Aubert Pallascio : Antoine
- Alexander Bisping : Louis
- Normand d'Amour : Lee Atley (l’homme à la cravate verte)

## Distinctions
- Grand prix du jury au Festival international du film de Rome 2011